# يبار (بعدان)

تعديل مصدري - تعديل

يبار هي إحدى قرى عزلة العذارب بمديرية بعدان التابعة لمحافظة إب، بلغ تعداد سكانها 579 نسمة حسب تعداد اليمن لعام 2004.